# Elaphoglossum zosteriformis
Elaphoglossum zosteriformis är en träjonväxtart som beskrevs av John T. Mickel. Elaphoglossum zosteriformis ingår i släktet Elaphoglossum och familjen Dryopteridaceae. Inga underarter finns listade.